# Gare de Saint-Anaclet
La gare de Saint-Anaclet est une ancienne gare ferroviaire canadienne, érigée pour servir le village du même nom mais aussi pour servir les pèlerins du sanctuaire de Sainte-Anne-de-la-Pointe-au-Père 

## Histoire
Elle est mise en service en 1882 par la  Chemin de fer Intercolonial. Le curé résident (Majorique Bolduc) demande une  gare locale; « Ce dernier souhaitait faciliter l'accès au sanctuaire Sainte-Anne-de-la-Pointe-au-Père, localisé à proximité du village de Saint-Anaclet, aux nombreux pèlerins qui désiraient s'y rendre. » Depuis sa fermeture en 1974, la gare est déplacée à environ 400 m  au nord-ouest du pont d'étagement de l'avenue du Père-Nouvel qui enjambe l'autoroute Jean-Lesage. Elle se trouvait d’origine le long de la voie ferrée à environ 1 km au sud-est.